# Destination America
Destination America (anteriormente conocido como Discovery Home and Leisure, Discovery Home y Planet Green) es un canal de televisión en TV por satélite y TV por cable digital en los  Estados Unidos operado por Warner Bros. Discovery. Originalmente lanzado el 1 de junio de 1998 como el principal competidor de HGTV, el canal ofrecía programación desde hágalo usted mismo a cocina a diseño interior/paisajismo a servicio de fiestas. El 4 de junio de 2008 el canal fue relanzado como Planet Green y es el primer canal dedicado al tema de medio ambiente. El 26 de mayo de 2012 el canal se nombró Destination America en Estados Unidos.
Destination America es HD de alta definición del canal de transmisión simultánea de definición estándar y se realiza a través de cable y proveedores de diversos satélites.